# Ernest Malinowski
Adam Stanisław Hipolit Ernest Nepomucen Malinowski est né à Wołyń ; baptisé à Seweryny  district de Nowogród Wołyński en Podolie, une province de Pologne et décédé le 2 mars 1899 à Lima au Pérou, était un ingénieur polonais.
Il est essentiellement réputé pour la conception et la construction dans la cordillère des Andes des lignes du chemin de fer du Ferrovías Central dont il a présenté le projet en 1851 au gouvernement péruvien de José Rufino Echenique et dirigé les travaux à partir de 1870. À cette époque c'était le chemin de fer le plus haut du monde.

## Biographie

### Période polonaise (1818–1832)
Il est né en 1818 en Podolie (maintenant partiellement dans le nord de l'Ukraine). C'est l'un des fils de l'aristocrate polonais Jakub Malinowski de Ślepowron un riche noble et d'Anna Świeykowska z Kołodna, fille de  Leonard Marcin Świejkowski voïvode de Podolie. Son père, officier de l'armée du duché de Varsovie, a participé à divers soulèvements pour l'indépendance de la Pologne.
Différentes dates et lieux de naissance sont attribuées à Ernest Malinowski :
- En 1815 à Różyczno, district de Płoskirów,
- En 1808 à Różyczna[4], aujourd'hui un quartier de la ville de Chmielnicki,
- À Wołyń le 5 février 1818,
- Mais sur la base des dossiers personnels de Malinowski conservés en France, la date de sa naissance devait être le 5 janvier 1818.

Różyczna  en Podolie, qui appartenait à la famille Malinowski avant le soulèvement de novembre 1830, a ensuite été confisquée par le gouvernement russe. Ernest a été baptisé dans la chapelle du manoir de Seweryny en Volhynie. Il avait une sœur aînée, Leontyna (décédée avant 1831), deux frères, Rudolf son ainé et Zygmunt le cadet. Dans les années 1827-1831, il fréquente le lycée de Krzemieniec.
Il y a controverse sur la portée de la participation d'Ernest Malinowski au soulèvement de novembre 1830 en fonction de l'âge qu'il aurait eu à cette date. Sa participation est le plus souvent évoquée en tant que soldat, bien qu'il n'y ait aucune source pour le confirmer.
Il semble plutôt qu'en mars 1831, il étudiait encore en quatrième année d'enseignement primaire au lycée de Krzemieniec. À partir de ce moment-là, Ernest est resté avec sa mère et son jeune frère, tous trois s'enfuyant en Galicie lors de la répression du soulèvement. Ernest, 13 ans, n'a donc pas pris part aux combats dans le royaume de Pologne, alors que son frère Rudolf a rejoint les rangs de l'armée polonaise.
Leur père Jakub qui a participé aux préparatifs du soulèvement en Podolie, puis est devenu membre du parlement insurgé, doit après l'échec du soulèvement polonais, s'enfuir à Dresde en Allemagne, où Ernest et Rudolf le rejoignent venant de Galicie, tandis que sa mère Anna et son fils cadet Zygmunt retournaient à Wołyń. De Dresde, Ernest, son père et son frère, partent pour la France.

### Période franco-algérienne (1832-1852)

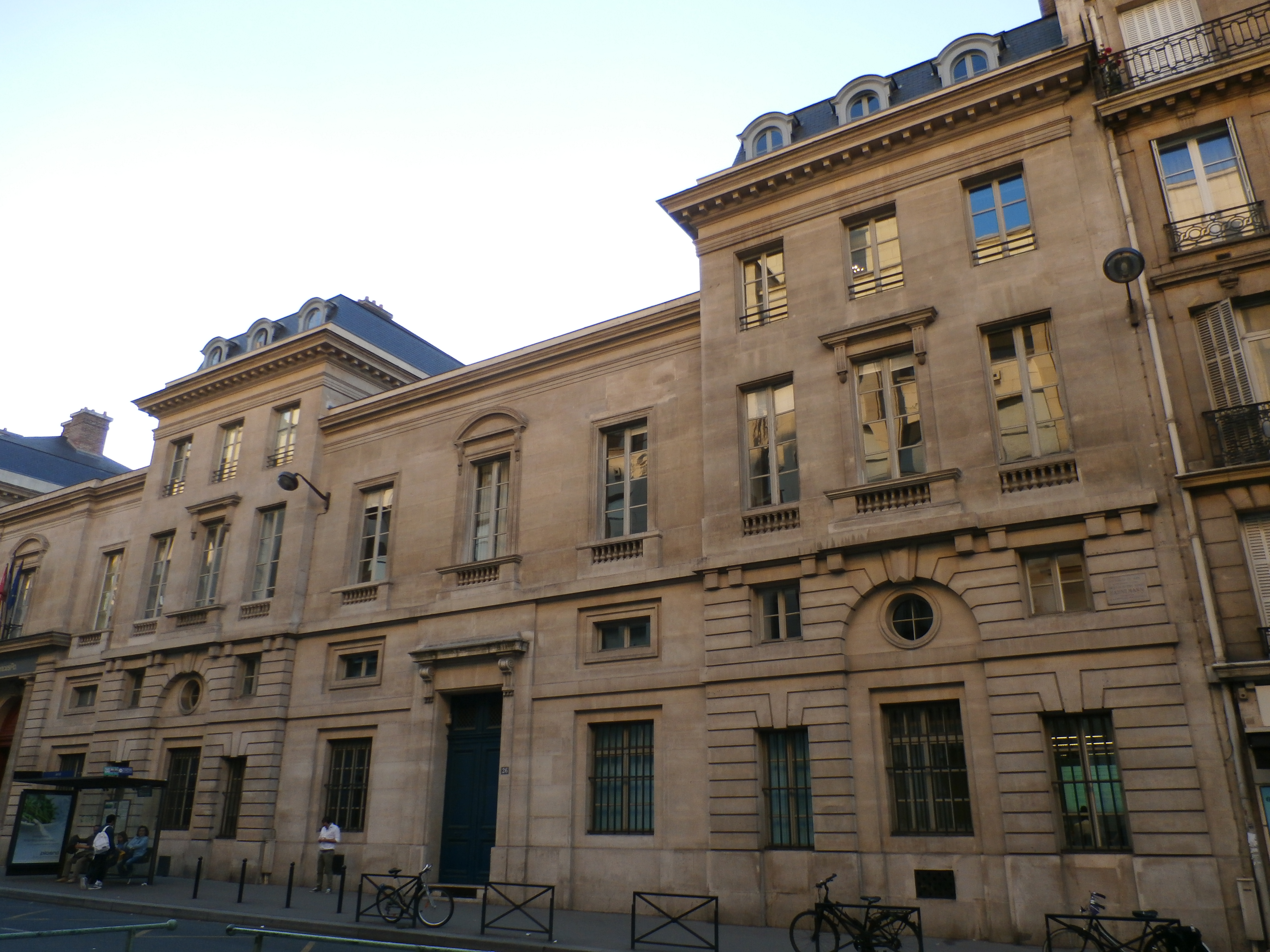
École nationale des Ponts et Chaussées, 28 rue des Saints-Pères à Paris.

En exil, il poursuit ses études au lycée Louis-le-Grand à Paris. Puis il étudie à l'École polytechnique (1834–1836) et, à partir de 1836, à l'École nationale des ponts et chaussées . Au cours de cette période, il utilise le pseudonyme d'Adam (qui apparaît dans les registres de l'école) qu'il abandonne par la suite.
Après avoir obtenu son diplôme, en 1838, il commence à travailler dans le corps français des ingénieurs des routes et des ponts. De septembre 1838 à février 1839, il travaille comme ingénieur à la construction du chemin de fer Paris - Le Havre sur le tronçon Paris - Pontoise. En février 1839, il est envoyé en service avec son frère Rudolf en Algérie, où il arrive en juin de la même année. Il y travaille à la construction de routes dans la province de Bône. Après quelques semaines, il est muté à Alger, où il travaille à la construction du port.
En avril 1840, il revient à Paris et est affecté au département de la Meuse. Jusqu'en 1847, il travaille à la régulation de la Meuse, sur le tronçon entre Verdun et la frontière avec la Belgique.
En apprenant le déclenchement du soulèvement de Cracovie (1846), il quitte son travail et en avril 1848 quitte la France. L'échec de l'insurrection de Grande Pologne le trouve à Leipzig en Allemagne. Il ne participe pas aux combats en Bade pendant le Printemps des peuples.
En janvier 1849, il revient à Paris et postule pour un emploi au ministère des Travaux publics. En octobre de cette même année, il commence à travailler comme ingénieur dans le département de Loir-et-Cher pour la construction de routes et l'amélioration de la navigation sur le Cher.
En septembre 1852, il signe un contrat de six ans à Paris pour travailler au Pérou comme ingénieur du gouvernement. Ses tâches sont de développer des projets et de superviser l'exécution des travaux de construction et de drainage, le marquage routier, la construction de ponts, le dessin de cartes topographiques et la formation du personnel technique péruvien.

## Période sud-américaine (1852-1899)
Le 27 octobre 1852, avec deux ingénieurs français (Émile Chevalier et Charles Fraguette), il part pour le Pérou, où il arrive le 30 décembre 1852. Installé à Lima, il participe à la création d'une nouvelle organisation technique la Comisión Central de Ingenieros Civiles et de la première école technique péruvienne la Escuela Central de Ingenieros Civiles. Des difficultés pour maintenir et agrandir l’école surgissent rapidement et Ernest Malinowski cesse sa coopération dans le domaine de l’éducation.
Il met en œuvre ensuite plusieurs petits projets de construction d'infrastructures et de routes. En 1856, il participe aux travaux de la commission qui émet un avis sur le projet d'extension et de modernisation de la Casa de Moneda à Lima (l'hôtel de la monnaie) d'où partait jadis l'or et l'argent vers l'Espagne. Il publie également une brève étude sur des sujets monétaires et aurait développé l'étalon-or, c'est-à-dire la teneur en métal des monnaies péruviennes.
En 1858 il supervise le pavage des rues et des places d'Arequipa dans le cadre de la reconstruction complète de la ville après la guerre civile (1856-1858). Il supervise les travaux de modernisation du pont de pierre d'Izcuchaca.
De retour à Lima à la fin de 1858, il prolonge son contrat avec le gouvernement péruvien de trois ans. En 1859, avec Mario Alleon et Gerrit Backus, il conçoit la ligne de chemin de fer de 74 km Pisco - Ica et en 1864, avec Stephen Crosby et Paddison, celle du chemin de fer de Chimbote à Huaraz. Celle-ci longue de près de 277 km présente un dénivelé de plus de 3 000 m. Ernest Malinowski en supervise la construction à partir de 1869, mais à cause de problèmes financiers, le projet n'est réalisé que sur 136 km.

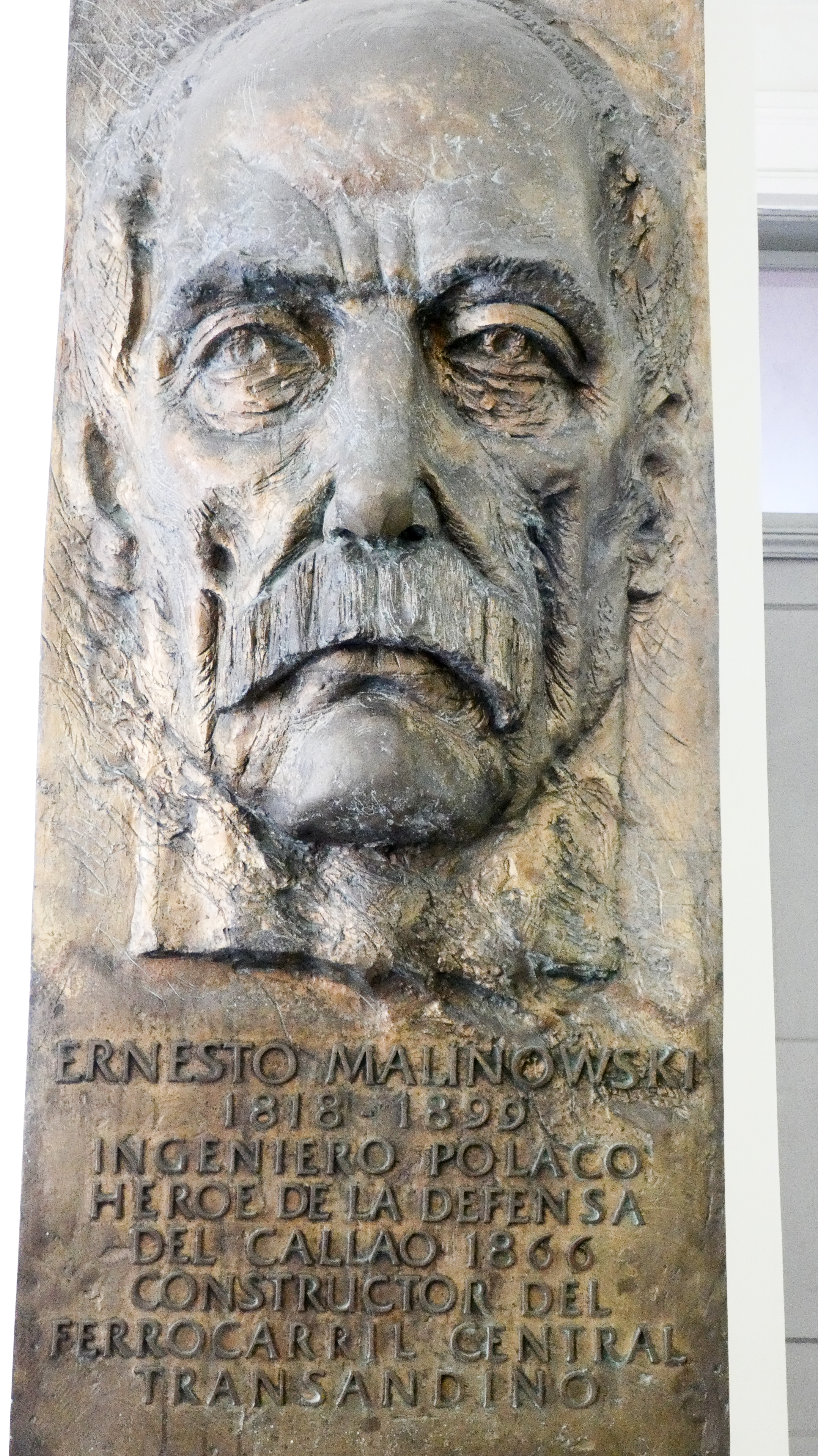
Plaque commémorative en l'honneur de Malinowski dans la gare Desamparados.

C'est en 1859, qu'il présente au gouvernement péruvien un projet très ambitieux de construction d'une ligne de chemin de fer reliant la côte Pacifique (port de Callao) aux abondantes ressources de l'intérieur du pays (centre des mines de La Oroya). Mais le pays a alors d'autres préoccupations. Pendant le conflit armé avec l'Espagne, Ernest Malinowski est nommé ingénieur en chef du port de Callao près de Lima, où, avec Felipe Aranciba et José Cornelio Borda, il prépare un projet de fortification du port.
En 1866 il participe à la défense du port, combattant sur les remparts du fort Santa Rosa. Pour mieux défendre le port, il applique de nombreuses solutions d'ingénierie innovantes. Il fait blinder des canons de gros calibre récupérés après la guerre de Sécession et les fait monter sur des wagons plateforme, afin qu'ils puissent facilement changer de position. Cela augmente considérablement la mobilité de l'artillerie péruvienne et donne à l'armada espagnole l'impression que la défense possède plus de canons qu'en réalité. En reconnaissance de ses mérites, il reçoit un diplôme, une médaille et il est fait citoyen d'honneur du Pérou.
Simón Bolivar évoquait déjà en 1825, la nécessité d'une liaison de la côte avec l'intérieur du Pérou. En 1853, le Congrès péruvien adopte le « Road and Railroad Act » et, en 1859, il publie un décret établissant une commission chargée d'étudier la possibilité de construire des chemins de fer franchissant les Andes.
Le projet proposé par Malinowski ressort alors devant le gouvernement de Ramón Castilla revenu à la tête du Pérou, projet qui arrive désormais dans une période  favorable grâce à la prospérité économique dû aux exportations du guano des îles Chincha et à la stabilité politique momentanées.
Le gouvernement péruvien charge alors Felipe Barreda, Mariano Felipe Paz Soldán et Manuel Marrón de rendre compte en détail du projet. Cette commission conçoit un plan détaillé pour le chemin de fer qui, après approbation par le Congrès péruvien, est intégré à la proposition de Malinowski.
En raison de la nécessité de trouver d'autres sources d'investissements, la question du tracé ferroviaire est d'abord reportée. En 1868, le Congrès publie un nouveau décret sur la construction de la ligne ferroviaire Lima- La Oroya en prolongeant le tronçon de 10 km reliant Lima au port de Callao qui était en service depuis 1851. Un appel d'offres est lancé pour sélectionner l'offre la plus avantageuse du point de vue financier et technique. Quelques jours après l'annonce du décret Henry Meiggs, un entrepreneur américain obtient l'autorisation de mener des études préliminaires sur la voie ferrée. Ces travaux sont confiés à Ernest Malinowski, qui sélectionne ses adjoints. Au bout de huit mois, le 3 avril 1869, il remet à Henry Meiggs un rapport détaillé des études de terrain effectuées et un calcul préliminaire des coûts de construction.
Ensuite, le Congrès nomme une nouvelle commission pour faire des recommandations sur des plans de construction alternatifs. Cette deuxième commission livre un rapport méticuleux des quatre itinéraires possibles qu'elle avait explorés et évalués :
1. Par les gorges du fleuve Rímac, à partir de Lima et en passant par Matucana, San Mateo et Tarma.
2. Par la gorge de la rivière Chillón, de Lima, en passant par Cavalier, Yangas, Obrajillo, Casachanca et Carhuacancha.
3. Le long de la rivière Chancay, depuis Lima, en passant par Chancay, Macas, Huamantanga, Huaillay et Cerro de Pasco.
4. Le long de la rivière Lurín, de Lima, en passant par Lurín, Sisicaya, Tupicocha, San Damián, Tuctucocha, Pumacocha, Basket, Tarma et Jauja.

Selon ce rapport, la construction d'une voie ferrée était possible mais difficile par la gorge du Rímac, presque impossible par la gorge du Chillón, impossible par le Chancay, mais très facile par le Lurín. Cette dernière option est le choix de l'ingénieur Gerrit Backus, réputé pour être l'un des professionnels les plus compétents dans la conception et la construction de voies ferrées.
Des trois itinéraires possibles, celui des gorges du fleuve Rímac a finalement été choisi.

## Son chef-d'œuvre (1870-1880)
Le projet retenu implique de relier Lima à la région riche en minéraux du Cerro de Pasco et à la fertile vallée de Jauja, avec possibilité d'extension future de la ligne de chemin de fer le long de la vallée du fleuve Chanchamayo jusqu'à l'Amazone au-delà des Andes, afin de connecter le Pérou à l'océan Atlantique.
Le contrat entre la société Meiggs et le gouvernement pour la construction du Transandino Central (Transandino Central) est signé le 23 décembre 1869. Dans le premier article de ce contrat, Ernest Malinowski est nommé entrepreneur pour les travaux du tronçon Lima - La Oroya (222 km). La construction doit durer six ans et le coût d'investissement est estimé à  27 600 000 soles (environ 22 millions de $). Le tout doit être financé par le gouvernement péruvien, tandis qu'Henry Meiggs doit payer les ingénieurs et les ouvriers sur ses propres fonds et acheter le terrain sur le tracé du chemin de fer en construction. Le gouvernement s'engage à transférer les terres appartenant à l'État et à restituer l'argent investi avec intérêt.

### Premiers travaux

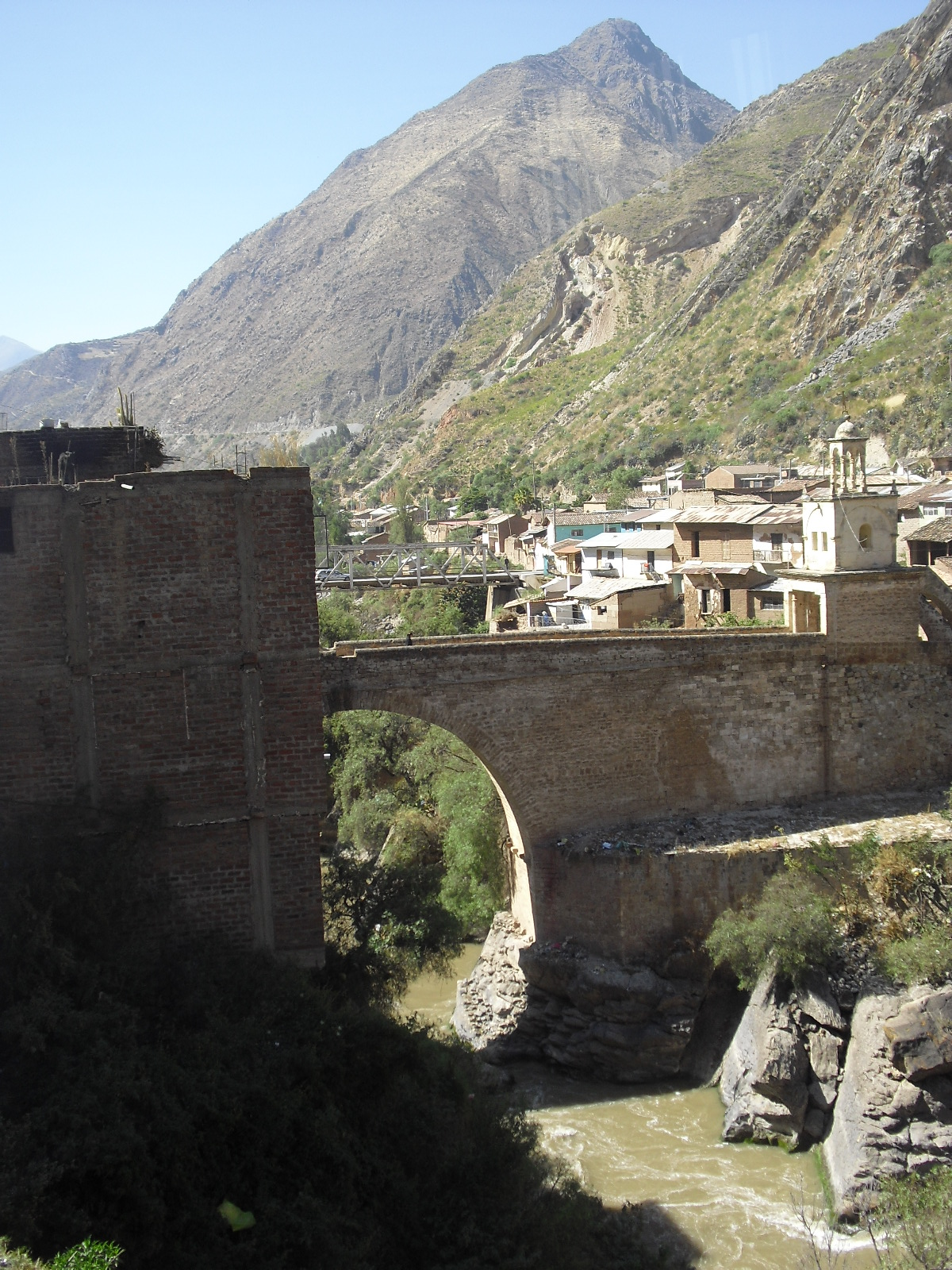
Pont de pierre d'Izcuchaca (Province de Huancavelica).

Le chantier commence par la cérémonie de pose de la première pierre le 1er janvier 1870 à Lima et les travaux d'exécution débutent le 20 janvier. Au début, l'avancement s'effectue sans heurts, car les lignes longent la vallée bien développée du fleuve Rímac.
À partir du 54e kilomètre, dans la zone de la gare de Chosica à 860 m d'altitude, le chantier pénètre dans une zone de montagne.
Après quatre ans de travail dans des conditions climatiques et de terrain extrêmement difficiles, le chemin de fer est réalisé en franchissant les pentes, en construisant des remblais rocheux, en forant 63 tunnels , soit plus de 6 000 m de longueur totale et en construisant plusieurs ponts.
Parmi eux, l'un des plus grands à cette époque dans le monde, mesure 77 m de haut et 175 m de long, est le viaduc de Verrugas.
Plus de 10 000 personnes ont travaillé sur le chantier. Parmi eux se trouvaient des Chiliens, des Indiens péruviens des Andes, des coolies chinois , des émigrants d'Italie et même des Africains. Malinowski s'est assuré qu'ils avaient des conditions de travail décentes et qu'ils recevaient un salaire conformément au contrat.
La ligne atteint une hauteur de près de 5 000 m d'altitude, devenant un phénomène de la technologie d'alors, y compris grâce à l'utilisation de 10 sections « zigzags » (inversions), où le sens de marche du train change. Tous les grands magazines techniques du monde ont écrit à l'époque sur ce chemin de fer et en particulier sur les ponts et les tunnels de son tracé. Ernest Malinowski a ainsi acquis la renommée d'un ingénieur hors pair. Malinowski supervise personnellement les travaux, les importations de matériaux et de matériel roulant. Il tient aussi les registres comptables et correspond avec les fournisseurs, y compris étrangers. Un de ses collaborateurs raconte« Il était littéralement partout. Il s'obligea à descendre par des cordes jusqu'au fond de ravins pour tester la résistance du sol aux endroits où se construiraient les piles de ponts. Comme un alpiniste il a gravi des pentes inaccessibles pour résoudre des problèmes techniques détaillés et gérer les ouvriers sur place. Il a passé des nuits dans une tente au sommet de montagnes, où la température la nuit descend à −14 °C et la chaleur de la journée atteint 26 °C. Avec les ouvriers, il a enduré les tempêtes de neige et les rayons brûlants du soleil. »

### Un record d'altitude
En 1874, un krach financier se produit au Pérou, en raison des prêts accordés pour l'achat de guano à l'étranger. Le pays se déclare en défaut de paiement et l'État suspend les subventions pour la construction du chemin de fer. L'entreprise de Meiggs poursuit la construction sur ses propres fonds et Malinowski contribue également au financement d'autres travaux. Grâce à l'argent de l'entrepreneur américain et de l'ingénieur, les tunnels restants sont percés, l'assemblage des ponts est achevé et les remblais sont construits pour les voies vers La Oroya même. Grâce à ces travaux, le chemin de fer transandin monte à une altitude record à l'époque de 4 817,8 m, atteignant le point ferroviaire le plus élevé du monde dans la ville appelée La Cima.

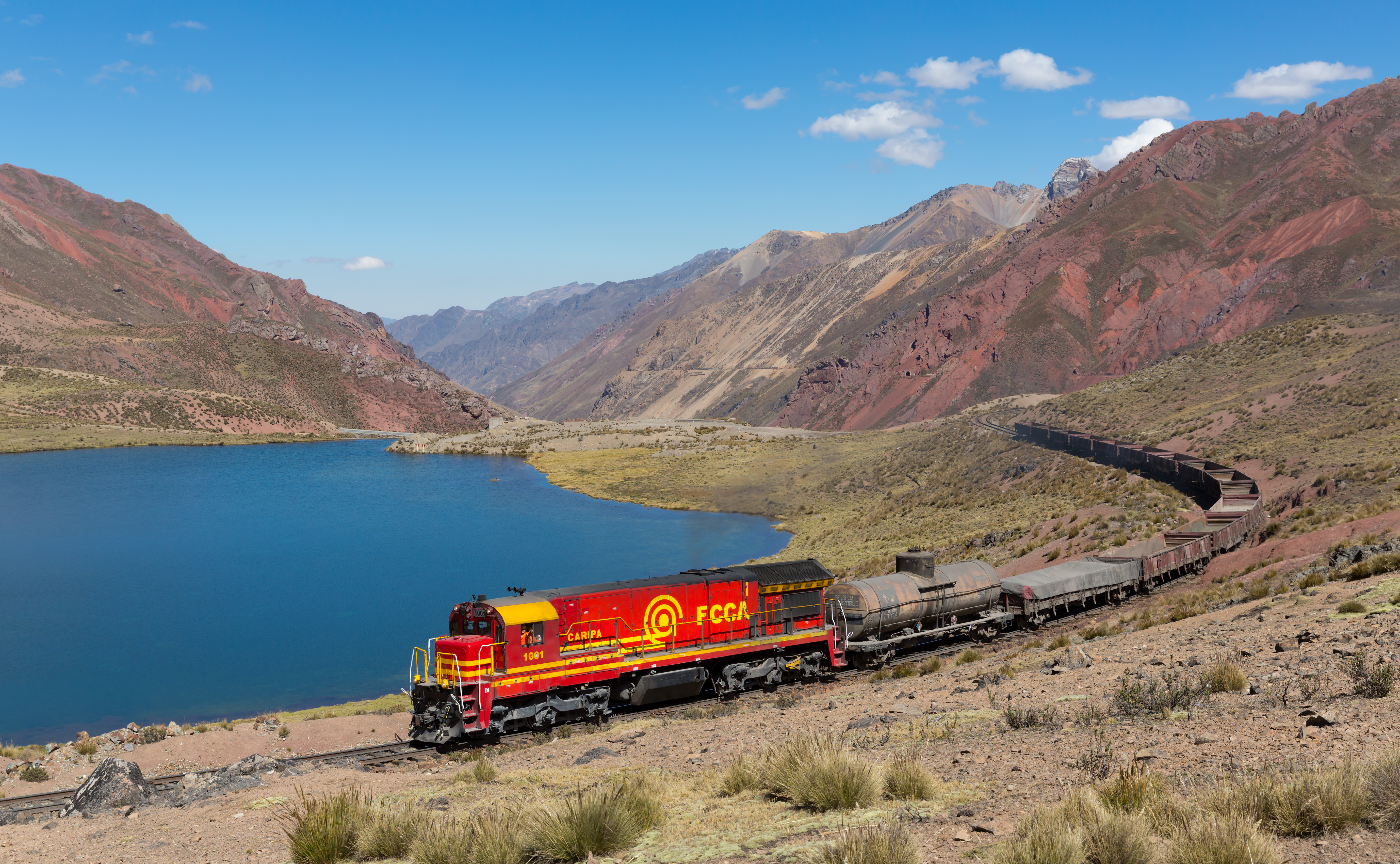
La voie ferrée de Malinowski à 4710 m entre Chinchan et Ticlio.

Pendant cette période, Ernest Malinowski ne reçoit aucune rémunération, mais le premier tronçon de la ligne de chemin de fer Callao - Chicla (141 km), est tout de même mis en service en mai 1878.
Pendant la guerre entre le Pérou et le Chili, Ernest Malinowski quitte le Pérou au tournant de 1879-1880  et va en Équateur voisin. Il y travaille à la construction du chemin de fer Guayaquil - Quito en tant que superviseur des travaux sur les tronçons «Chimbo» et «Sibambe», qui traversent les hauts sommets des montagnes de la Cordillère occidentale.
Pendant son séjour en Équateur, il publie des articles sur la guerre au Pérou dans la presse locale et étrangère notamment le New York Herald. Il amène ses associés péruviens en Équateur et aide les immigrants péruviens à trouver du travail.

## Retour au Pérou (1886-1899)
Il retourne au Pérou en 1886 et est employé dans la construction et la réparation de chemins de fer, y compris la ligne Callao-La Oroya. En 1887, Ernest Malinowski, avec Władysław Folkierski et Ksawery Wakulski, entreprend la construction du chemin de fer de Tarma, chef-lieu de la province éponyme à La Merced, chef-lieu de la province de Chanchamayo. Le rapport destiné au ministère péruvien des travaux publics contient des considérations techniques et financières pour la construction.
En 1890, il travaille pour la Peruvian Corporation, dominée par le capital britannique, qui a repris les chemins de fer construits avec l'argent de l'État pour rembourser les dettes péruviennes contractées au début des années 1870. Les travaux de pose de rails reprennent sur des voies préalablement préparées par Malinowski, amenant en janvier 1893 la voie ferrée jusqu'à la ville de La Oroya, le tronçon principal du chemin de fer transandin.
En Équateur, Ernest Malinowski est devenu l'un des membres fondateurs du Club Nacional, une institution fondée en 1855 à Lima par des personnes influentes et riches. À son retour à Lima, il a assisté aux réunions hebdomadaires de ce lieu de réunion de l'aristocratie péruvienne. 

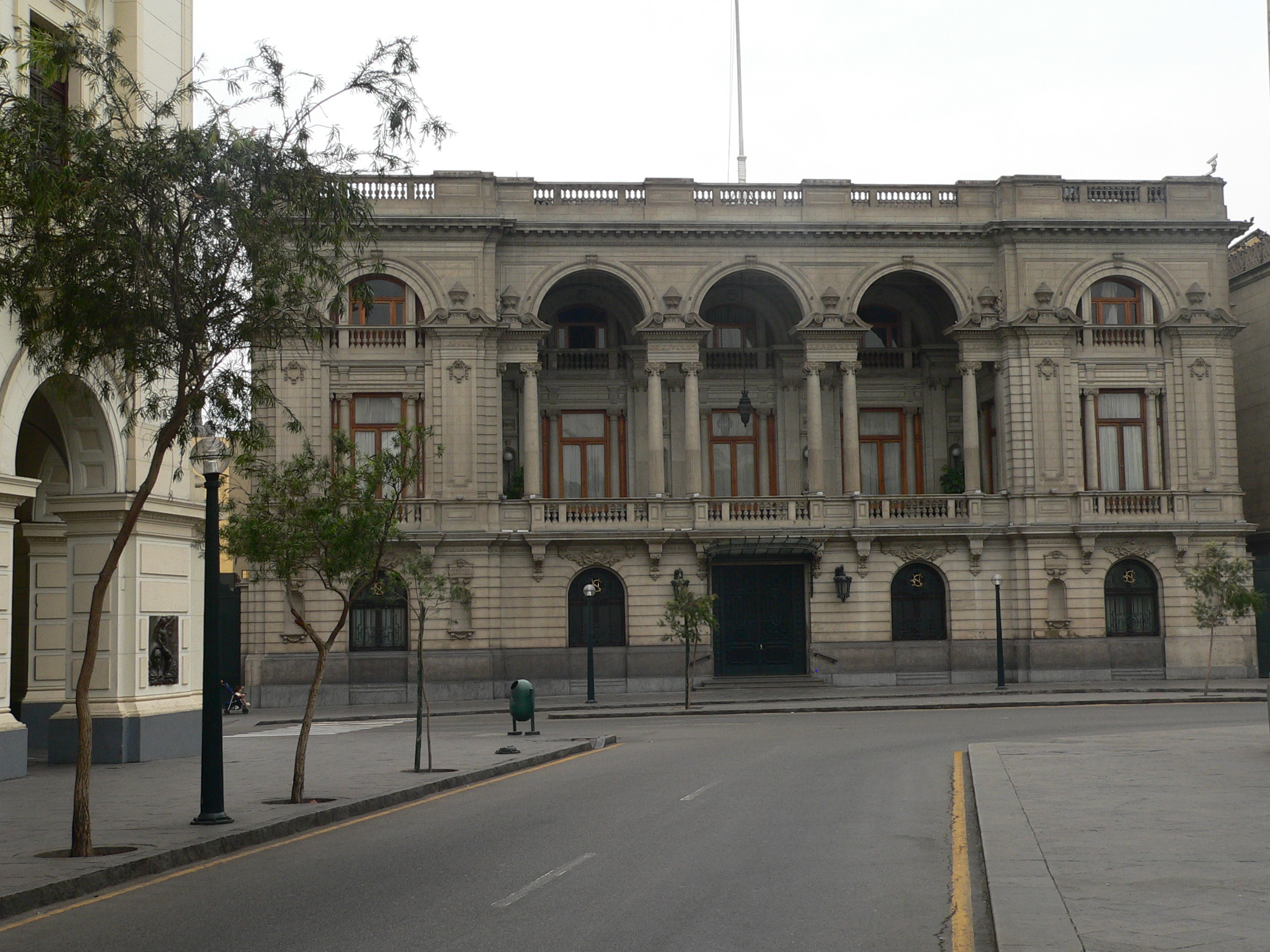
Siège du Club Nacional à Lima.

### Le philanthrope et le scientifique
À partir de mai 1886, il est membre actif des associations caritatives (Sociedad de Beneficiencia Pública), où il s'occupe des questions financières et agit comme inspecteur pour le compte de cette institution et supervise la construction de l'hôpital Dos de Mayo. Il est membre fondateur de la Sociedad Geográfica de Lima, créée en 1888. Dans le cadre des activités de la société, Ernest Malinowski participe à l'élaboration de plans topographiques et de cartes qui ont servi à délimiter la frontière entre le Pérou, l'Équateur et le Brésil. Il contribue à la publication d'un ouvrage en plusieurs volumes du géographe et biologiste espagnol Antonio Raimondi, El Pérou .
Ernest Malinowski a fait don d'un certain nombre de livres à la bibliothèque en construction de la Société géographique et de l'Université San Marcos de Lima et à l'Escuela de Ingenieros Civiles y de Minas locale.
Du 14 août 1889 au 26 juin 1890, alors que le directeur de cette dernière université, Edward Habich, est absent, il assure son intérim. En raison de ses réalisations professionnelles particulières, il est élu président de l'Instituto Técnico Industrial à Lima, mais  démissionne de cette fonction pour des raisons de santé.
Selon certaines sources, l'ingénieur aurait été nommé en 1888 au poste de professeur du Département de topographie et élu en 1889, après Władysław Folkierski, doyen de la faculté de mathématiques et de sciences naturelles de l'Université de Lima. D'autres sources rapportent que Malinowski a pris la chaire de mathématiques à l'Université de Lima en 1888 et a été élu doyen de la faculté de mathématiques et de sciences naturelles en 1889. Mais dans l'état actuel des recherches, il est difficile de corroborer ces informations.
Il contribue à l'emploi d'ingénieurs polonais au Pérou, notamment Edward Habich, Aleksander Miecznikowski, Ladislas Folkierski, Władysław Kluger, Ksawery Wakulski, Aleksander Babinski. Il a aidé des biologistes et des voyageurs polonais, par exemple Konstanty Jelski et Józef Siemiradzki.
Il publie La moneda enel Péru (Lima 1856) et Ferrocaril Central-Transandino (Lima 1869). En tant que directeur de l'Escuela de Ingenieros Civiles y de Minas (École des ingénieurs civils et des mines), il rédige plusieurs articles pour la revue Boletin de Minas, publiés par l'université. Ernest Malinowski parle et écrit parfaitement en anglais, en français et en espagnol - mais ni le polonais, ni le russe - et il connait parfaitement la littérature classique et contemporaine de ces trois langues.

### Fin de vie
À Lima, il vit dans un appartement dans un hôtel élégant du Portal de Botoneros (aujourd'hui disparu). Il reçoit, emploie un cuisinier français, invite à déjeuner et dîner des dignitaires péruviens, des diplomates étrangers, des scientifiques et des journalistes. Il effectue de courts voyages en train avec des diplomates et des professionnels de divers pays. Il ne s'est jamais marié, bien qu'il ait été un objet d'intérêt pour de nombreuses femmes. À la lumière des opinions contemporaines, il est considéré comme une personne intelligente, élégante, un « ornement de salons », mais aussi timide et un peu triste.
Il meurt d'une crise cardiaque le 2 mars 1899 à 3 h 30 du matin dans son appartement de Lima. Il est inhumé avec les honneurs dus au héros national le 3 mars dans le cimetière Presbitero Maestro, parmi les tombes de nombreux anonymes. Mais l'année suivante, à la demande de la famille du président José Pardo y Barreda, ses restes sont déplacés vers un tombeau individuel orné d'un modeste obélisque de marbre.
La mort d'Ernest Malinowski est traitée par tous les grands magazines et journaux péruviens, ainsi que français et polonais de l'époque. Plus tard, il tombe dans l'oubli en tant que constructeur du chemin de fer transandin, contrairement à celui qui l'a financé - l'Américain Henry Meiggs. Actuellement, cependant, tant en Pologne qu'au Pérou, il est en train d'être rétabli à sa juste place dans l'histoire.

## En mémoire de Malinowski

### Au Pérou
- De son vivant, Ernest Malinowski est honoré sur le bas-relief du monument commémorant la bataille victorieuse dans le port de Callao le 2 mai 1866 à laquelle il a participé. Pour commémorer cet événement, en 1878 sur la Plaza Dos de Mayo de Lima, une haute colonne est érigée, surmontée de la figure allégorique de la déesse grecque de la victoire, Niké. La colonne surmonte un socle décoratif, autour duquel se trouvent des bas-reliefs représentant les épisodes de la bataille et une plaque avec les noms de ceux qui sont morts. L'un des bas-reliefs représente Ernest Malinowski, qui donne à José Gálvez, le ministre de la guerre de l'époque, les plans des fortifications du port[15]. La bataille de Callao représente pour le Pérou la réaffirmation définitive de son indépendance.

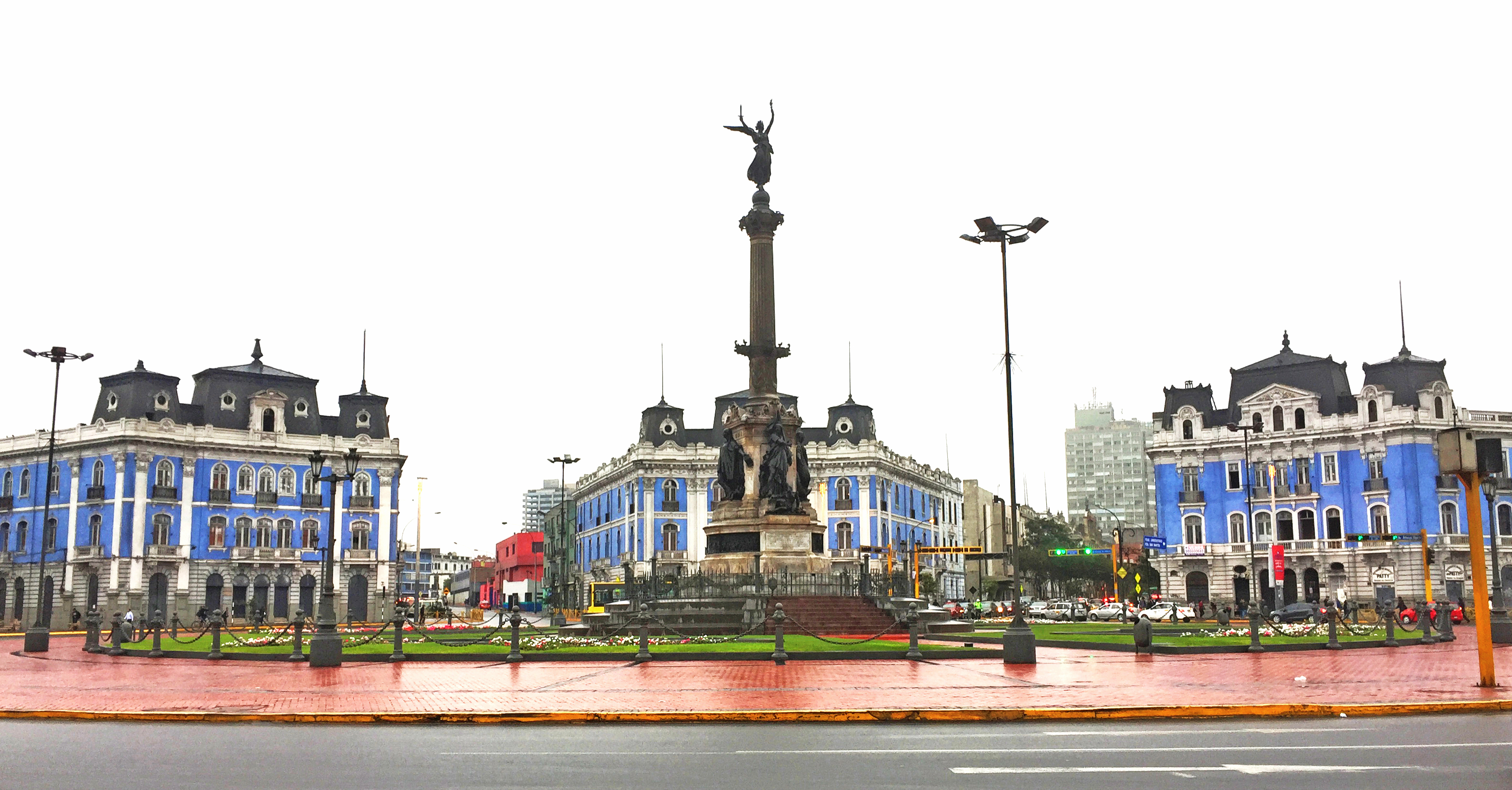
Place du 2-Mai à Lima - Monument commémoratif de la bataille de Callao en 1866.

- Au musée d'histoire militaire Fortaleza del Real Felipe, un tableau ancien montre Ernest Malinowski aux côtés d'autres commandants et de personnalités plus importantes participant à la bataille. Dans le même musée, la figure d'Ernest Malinowski est reconnaissable dans le tableau El General Prado y 24 de los Jefes que tomaron parte en el combate del Callao el 2 de Mayo de 1866, offert par Memoria Prado en 1962.
- Le 3 mars 1979, à l'occasion du 80e anniversaire de la mort d'Ernest Malinowski, une plaque commémorative est dévoilée à la gare de Desamparados à Lima, en l'honneur du créateur de cette ligne de chemin de fer.
- À l'occasion du 130e anniversaire de la bataille de Callao en 1996, une plaque commémorative en l'honneur d'Ernest Malinowski et un médaillon à l'effigie de l'ingénieur polonais du sculpteur Teresa Brzóskiewicz sont dévoilés dans la forteresse "Real Felipe" de Callao (aujourd'hui musée d'histoire militaire).
- En 1999, au col du Ticlio, le point culminant du chemin de fer transandin, un monument conçu par le sculpteur Gustaw Zemła est érigé. Réalisé en Pologne en granit de Strzegom il est dans le style des bâtiments amérindiens et est couronné d'un cercle avec une image en bronze d'Ernest Malinowski. Le monument de 7 m de long présente, sous les emblèmes polonais et péruvien, une inscription bilingue : « Ernest Malinowski 1818–1899. Ingénieur polonais, patriote péruvien, héros de la défense de Callao 1866, constructeur du chemin de fer central trans-andin ».
- En 1999, un buste d'Ernest Malinowski coulé en bronze est placé dans le hall de la gare Desamparados.
- À l'occasion de la journée nationale de la libération du Pérou, après une longue pause provoquée, entre autres, par la crainte d'attentats terroristes sur le « Shining Trail », le 27 juillet 2003, le chemin de fer a effectué un parcours ponctuel avec des passagers du monde entier, dont trois Polonais.
- En 2007, le chemin de fer circulait occasionnellement avec un à trois trains par mois. Ces trains étaient touristiques et couvraient la totalité du tronçon de 346 kilomètres de Lima à Huancayo. L'aller-retour nécessitait le week-end. On pouvait également réserver un trajet individuel dans un train tiré par la locomotive à vapeur historique no 206. L'itinéraire est aujourd'hui utilisé quotidiennement, mais pas sur toute sa longueur, comme itinéraire pour les trains de marchandises.

### En Pologne

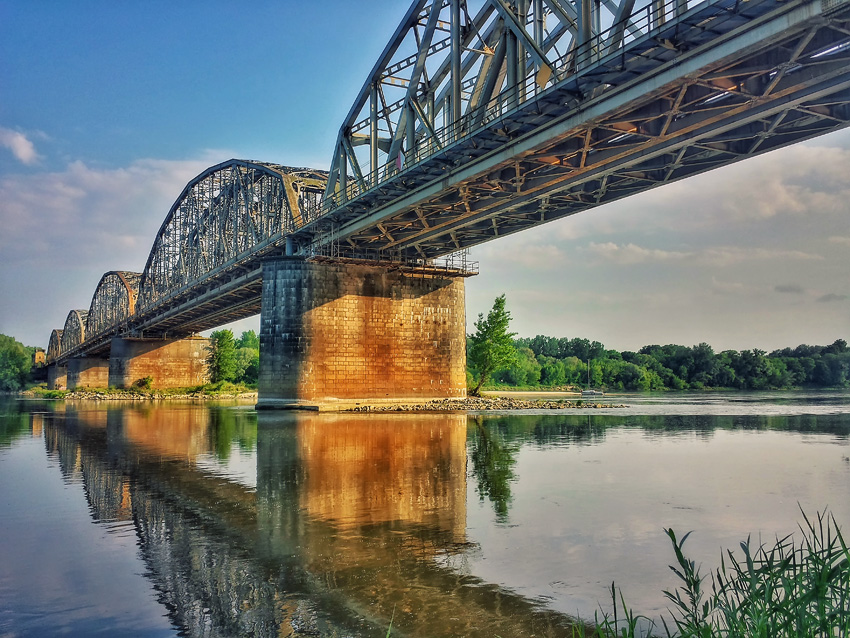
Pont ferroviaire à Toruń (Pologne) nommé en l'honneur de Malinowski.

- À l'occasion du centième anniversaire de la mort d'Ernest Malinowski en 1999, la Banque nationale de Pologne émet une pièce de 2 Złoty, conçue par Ewa Tyc-Karpińska, dans le cadre de la série « Voyageurs et chercheurs polonais ». Au revers de la pièce est gravé l buste d'Ernest Malinowski, avec sur le côté droit l'inscription : 1818/1899 et en dessous de l'image, l'inscription oblique : Ernest Malinowski twórca kolei transandyjskiej Peru (Ernest Malinowski, créateur du chemin de fer transandin du Pérou). La pièce est tirée à 420 000 exemplaires. Dans le même temps, une pièce en argent d'un diamètre de 32 mm et d'un poids de 4 g d'une valeur faciale de 10 Złoty a été émise avec un tirage de 18 000 pièces. Au revers il y a un buste d'Ernest Malinowski et une image d'un train et d'un pont au-dessus d'une gorge, à l'avers un globe avec les contours de l'Amérique du Nord et du Sud et l'emplacement du Pérou[16].
- En 1999, la poste polonaise a introduit un timbre-poste d'une valeur nominale de 1 Złoty, conçu par Jacek Konarzewski. Le timbre montre Ernest Malinowski à l'arrière-plan d'un train passant le viaduc de Verrugas. Le timbre a été tiré à 800 000 exemplaires dans le cadre de la série « Polonais dans le monde »[17].
- En 1979, Roman Dobrzański de Telewizja Polska réalise un documentaire sur Ernest Malinowski intitulé "Aigles et Condors".
- Un roman pour les jeunes sur la vie principalement d'Ernest Malinowski, mais aussi d'autres Polonais dans la seconde moitié du XIXe siècle, évoque le contexte de l'histoire, de la nature et du folklore du Pérou[18].
- Divers lieux publics, établissements d'enseignement et techniques et associations, portent son nom en Pologne :
- Depuis janvier 2017, le complexe scolaire de construction et d'énergie à Ostrów Wielkopolski.
  - Une rue de Varsovie, dans le quartier Ursynów, entre les rues Dereniowa et Ciszewskiego.
  - De 1988 à 2003, son nom a été porté par le Complexe des écoles professionnelles des chemins de fer polonais de Białystok-Starosielce (depuis le 1er septembre 2003, il a été transformé en Complexe des écoles secondaires no 2).
  - Depuis 1999, le pont ferroviaire de Toruń sur la ligne Poznań - Inowrocław - Toruń - Jabłonowo Pomorskie - Iława - Olsztyn - Korsze - Skandawa. Le pont mesure 997 m de long et a été construit en 1873.
  - Depuis décembre 2015, le train TLK de la société PKP Intercity, de Varsovie à Cracovie  porte le nom de Malinowski.
  - Le 9 juin 2016, Freightliner PL a nommé la locomotive E6ACTd -101 Ernest Malinowski  .
  - La récompense pour le « prix de l'innovation technique dans les chemins de fer », présenté au salon international du chemin de fer de Trako est une statuette, qui reproduit le monument à Ernest Malinowski, qui a été dévoilé au Pérou en 1999 au col de Ticlio.
  - Le « Club d'intérêt ferroviaire de l'Association philatélique polonaise », réunissant des philatélistes intéressés par le thème du transport ferroviaire se nomme Ernest Malinowski.